# 横滨税关

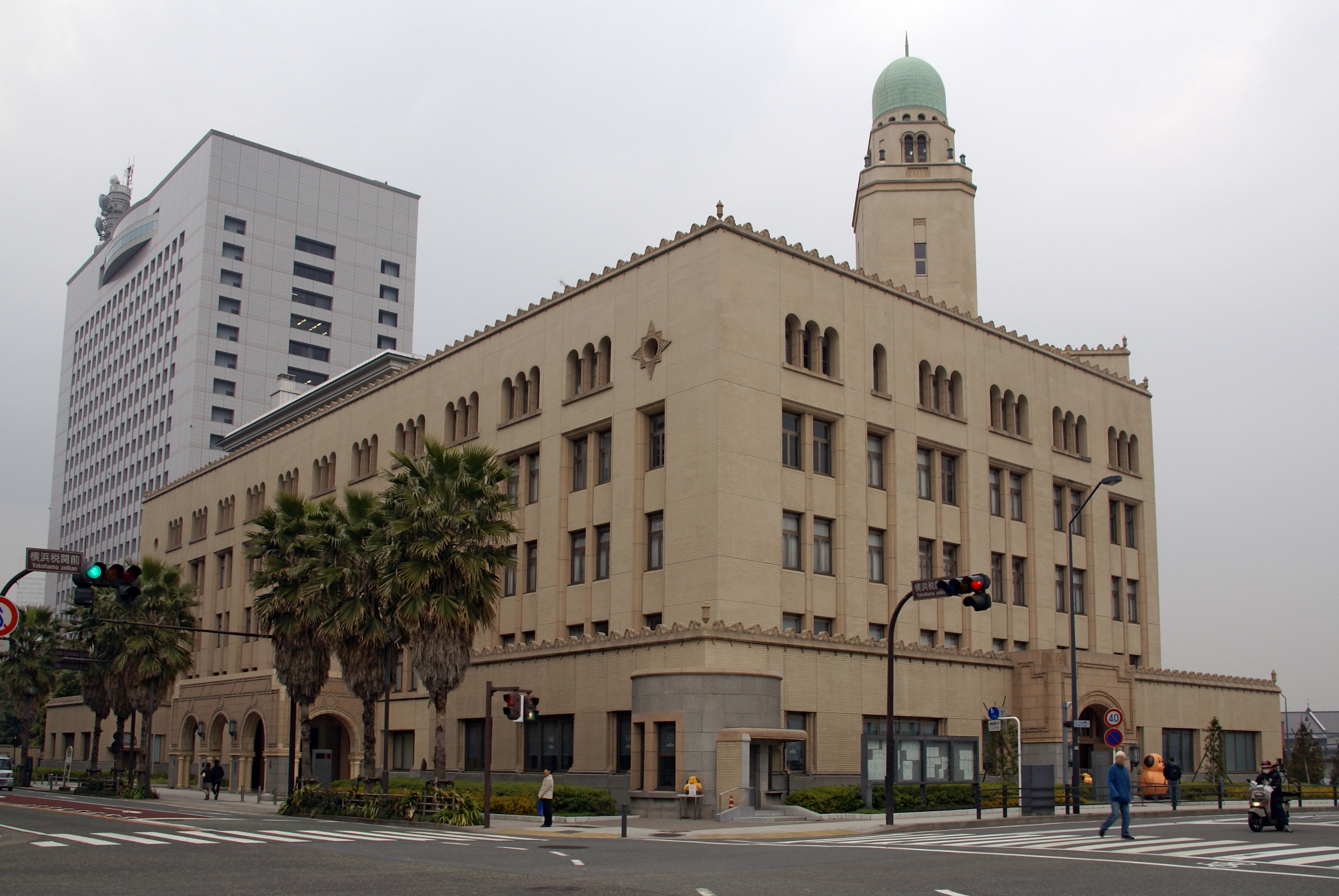
横浜税関

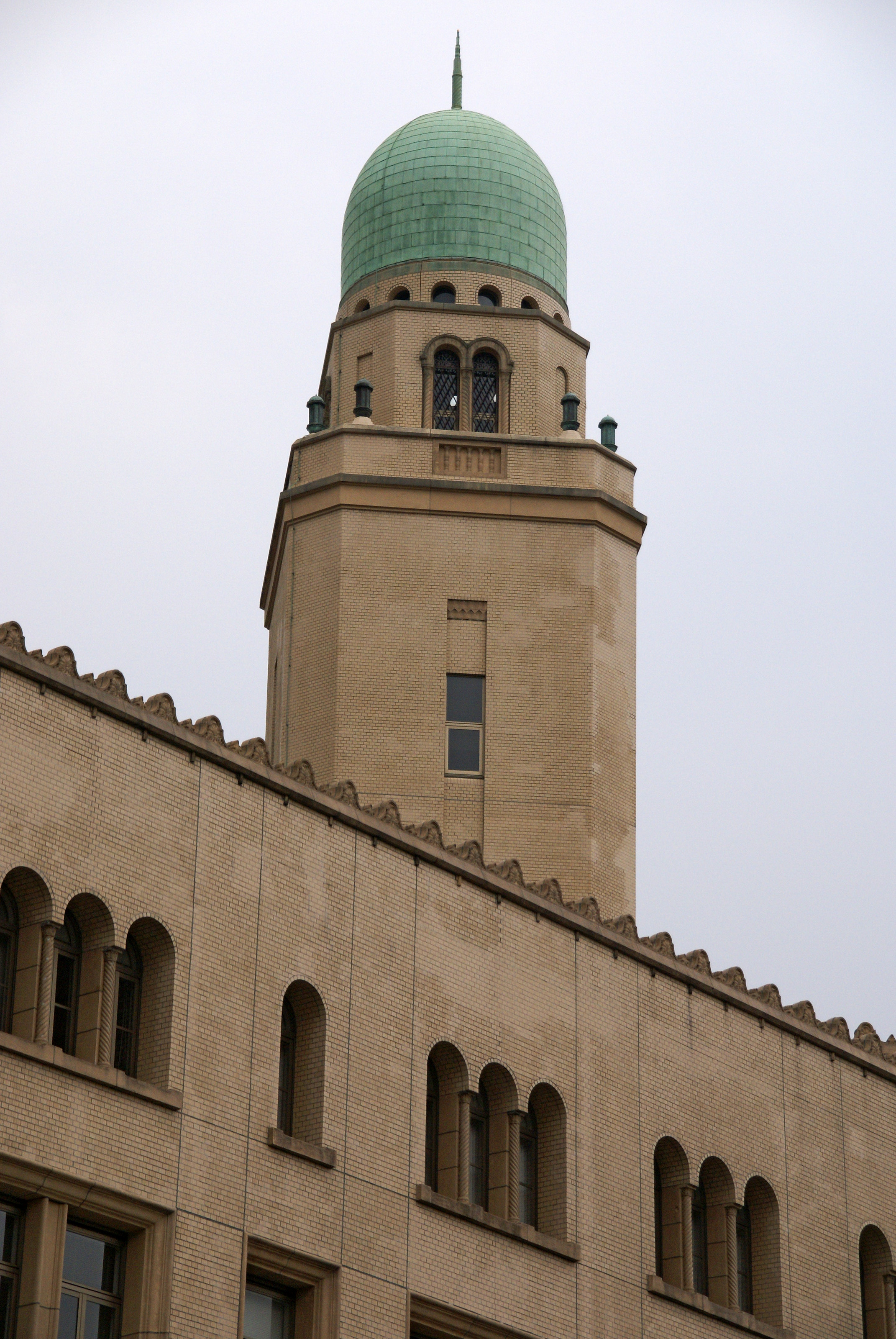
塔楼

横滨税关（日语：／ Yokohama zeikan */?）是日本的一个稅關地區分部，總部位于横滨市中区，1859年横滨开埠时设立。1953年東京税关分離。目前管辖区域包括南東北和关东地方的都道府县，除東京稅關辖区以外的太平洋一侧区域。管内支署包括仙台、鹿兒島、千葉、川崎、横須賀等处。
横滨税关建筑建于1934年，大藏省營繕局设计，其塔楼与神奈川县厅本厅舍、横滨市开港纪念会馆合称横滨三塔，本廳舍在日本盟軍佔領時期曾作為美軍第八司令部。2001年列为横滨市認定的歷史建造物。